# Statek
Statek je v ekonomii zboží nebo služba uspokojující potřeby (přináší užitek). Výjimku tvoří tzv. nežádoucí statek, který užitek snižuje.

Statkem nelze chápat pouze určitý objekt, ale celou skupinu činností a objektů s tím spojenou. Například voda, protože voda v řekách je statek volný (viz níže). Na druhou stranu voda z kohoutku už volný statek není – obsahuje v sobě i služby: je pitná, je k dispozici, kdykoliv otočíme kohoutkem, je tam, kde ji chceme mít. Takový statek už není statek volný, ale statek vzácný. Za něj jsou lidé ochotni platit.
Ekonomická teorie člení statky podle různých kritérií (měřítek):
Podle vzácnosti:
- vzácný – statku je omezené množství, spotřebitelé jsou ochotni za ně platit; většina statků
- volný – statek volně k dispozici

Podle vlivu spotřeby statku na užitek spotřebitele:
- žádoucí – spotřeba statku zvyšuje užitek spotřebitele
- nežádoucí – spotřeba statku snižuje užitek spotřebitele
- lhostejný – spotřeba statku nemá vliv na užitek spotřebitele

Podle vlivu změny důchodu spotřebitele na výši spotřeby:
- normální – s růstem důchodu je poptáváno větší množství statku
  - luxusní – růst poptávky po statku je větší než růst důchodu
  - nezbytný – růst poptávky po statku je menší než růst důchodu
- méněcenný – s růstem důchodu klesá poptávané množství statku

Podle možnosti vyloučit ze spotřeby a rivality statku:
- veřejný – statek, který se se spotřebou dalších jednotek nezmenšuje a z jehož spotřeby je obtížné vyloučit spotřebitele (např. národní obrana)
- soukromý – statek, který nemá ani jednu vlastnost veřejného statku
- smíšený – statek, který má pouze jednu vlastnost veřejného statku

Podle přítomnosti tržní ceny jako alokačního mechanismu:
- tržní – cena je výsledkem interakce mezi nabídkou a poptávkou, bez intervencí státu
- polotržní – procházejí trhem, ale cena je ovlivněna různými státními intervencemi
- netržní – neprocházejí trhem, cena je stanovena uměle, rozhoduje o nich stát